# جاسبر جيمس
جاسبر جيمس (بالإنجليزية: Jasper James)‏ هو كاتب سيناريو ومخرج بريطاني، ولد في القرن العشرين.

## وصلات خارجية
- جاسبر جيمس على موقع IMDb (الإنجليزية)
- جاسبر جيمس على موقع قاعدة بيانات الفيلم (الإنجليزية)
- جاسبر جيمس على موقع كينوبويسك (الروسية)